# شهيد (فلم)
شهيد، هو فيلم درامي عن السيرة الذاتية باللغة الهندية، صدر عام 2013، من إخراج هانسال ميهتا. انتج الفيلم بشكل مشترك أنوراغ كاشياب ويو تي في سبوت بوي وسونيل بوهرا، ويستند الفيلم إلى حياة المحامي والناشط الحقوقي شهيد عزمي، الذي اغتيل في عام 2010. الفيلم من بطولة راجكومار راو في الدور الفخري؛ يظهر محمد زيشان أيوب وبرابلين ساندو وبالجيندر كور في الأدوار الداعمة.
أخذ ميهتا استراحة بعد أن فشلت بعض أفلامه في شباك التذاكر. عندما سمع بمقتل عزمي شعر بالحاجة إلى عمل فيلم عن حياته. بدأ بحثه عن الفيلم بعد قرابة ثلاثة أشهر من مقتل عزمي. التقى ميهتا بالكاتب سمير غوتام سينغ الذي كتب السيناريو بعد البحث عن حياة عزمي وقضاء شهور في مقابلة عائلة عزمي. قام أبورفا أسراني بعمل إضافي على السيناريو مع ميهتا وعمل أيضًا كمحرر الفيلم. أنوج داوان كان مدير التصوير. كان شاهد العرض الأول عالميًا في مهرجان تورنتو السينمائي الدولي 2012 من مدينة إلى مدينة في عام 2012. تم عرضه في العديد من المهرجانات السينمائية الأخرى بما في ذلك مهرجان مومباي السينمائي الرابع عشر ومهرجان نيويورك السينمائي الهندي ومهرجان الفيلم الهندي في شتوتغارت ودبي مهرجان السينما الدولي ومهرجان شيكاغو السينمائي في جنوب آسيا. حصل الفيلم على جائزة البوابة الفضية في مهرجان مومباي السينمائي بينما فاز ميهتا بجائزة أفضل مخرج. كما فاز ميهتا بجائزة أفضل مخرج في مهرجان نيويورك السينمائي الهندي وفي مهرجان شتوتغارت السينمائي الهندي. تم إصداره مسرحيًا في الهند في 18 أكتوبر 2013 ولقي إشادة من النقاد. حصل راو على جائزة أفضل ممثل وجائزة ميهتا لأفضل مخرج في حفل توزيع جوائز الفيلم الوطني الحادي والستين.

## الحبكة
تعرض شهيد عزمي وعائلته للترهيب خلال أعمال الشغب في بومباي، عندما قتل المئات من الهندوس والمسلمين. في وقت لاحق، ذهب إلى كشمير وقضى فترة وجيزة في معسكر تدريب للإرهاب لكنه سرعان ما عاد بعد أن شهد إعدامًا. يعود إلى مومباي حيث تم اعتقاله بموجب قانون (منع) الأنشطة الإرهابية والتخريبية، بتهمة التآمر المزعوم لاغتيال بعض السياسيين. يحاول شقيقه عارف عزمي أن ينقذه لكنه يفشل. تعرض شهيد للتعذيب على أيدي الشرطة وأجبر على الاعتراف بالجريمة، وبعد ذلك أمضى سبع سنوات في سجن تيهار في نيودلهي. يحاول عمر شيخ أثناء سجنه غسل دماغه. ألهمه نزيل آخر، غلام نافي ووار، لبدء تعليمه الجامعي، وبمجرد تبرئته من التهم، درس القانون في مومباي. بعد حصوله على شهادته في القانون، يعمل شهيد مع المحامي مقبول ميمون لبضعة أشهر، قبل أن يبدأ حياته المهنية كمحامي مستقل بدعم مالي من شقيقه الأكبر عارف. خلال هذه العملية يلتقي بمريم، مطلقة مسلمة ويتزوجها. سرعان ما يبدأ شهيد في النظر في قضايا المسلمين المتهمين بموجب قانون منع الإرهاب (بوتا). يحارب العديد من القضايا دون مقابل بالتشاور مع المنظمات غير الحكومية. أول نجاح كبير لشاهد كمحامي دفاع هو الفوز بالبراءة، بسبب نقص الأدلة، لعارف بانوالا الذي تم القبض عليه بموجب قانون منع الإرهاب في تفجير حافلة مومباي عام 2002. يمثل شهيد المتهمين في تفجيرات قطارات مومباي عام 2006، وعام 2006 في أورانجاباد لنقل الأسلحة، وقضية تفجيرات ماليجاون عام 2006. يتم انتقاده لدعمه الإرهابيين ويبدأ في تلقي مكالمات تهديد تزعج حياته الأسرية. في إحدى المرات، قام المهاجمون بتلوين وجه شهيد خارج قاعة المحكمة. أثناء الدفاع عن فهيم أنصاري في قضية هجمات مومباي عام 2008، أطلق عليه مسلحان النار في مكتبه ومات على الفور. في وقت لاحق، تبين أن المحكمة العليا في الهند قد برأت أنصاري من جميع التهم بسبب نقص الأدلة.

## طاقم الممثلين
- راجكومار راو بدور شهيد عزمي.
- محمد زيشان أيوب بدور عارف عزمي.
- تيجمانشو دهوليا بدور مقبول ميمون.
- كاي كاي مينون بدور غلام نافي وار.
- برابال بنجابي بدور عمر الشيخ.
- برابلين ساندو بدور مريم.
- فيفيك غماندي بدور فهيم أنصاري.
- بالجيندر كور بدور عمي.

## الإنتاج

### التطوير
في مقابلة مع بريانكا بيريرا من صحيفة وول ستريت جورنال، قال المخرج هانسال ميهتا إنه بحاجة إلى استراحة بعد أن أثبتت بعض أفلامه أنها فشلت في شباك التذاكر، مثل وودستوك فيلا (2007) وراخ (2010). في 11 فبراير 2010، قُتل المحامي شهيد عزمي بالرصاص في مكتبه في مومباي عن عمر يناهز 32 عامًا. وكان قد مثل المتهمين بتفجيرات قطارات مومباي عام 2006، وتفجيرات ماليجاون عام 2006، وبينما كان يدافع عن فهيم أنصاري في قضية هجمات مومباي عام 2008، قُتل. تم القبض على عزمي خلال أعمال الشغب الطائفية في الفترة 1992-1993 في مومباي ودرس القانون فيما بعد وبدأ في الدفاع عن الأشخاص الموقوفين بتهم باطلة. حصل المحامي على 17 حكمًا بالبراءة خلال مسيرته المهنية التي دامت سبع سنوات. قال ميهتا إنه عندما سمع بمقتل عزمي، كان لديه شعور بأن قصة حياته يمكن أن تسحب «إبداعه من الشبق». لقد شعر أن عزمي يعيش «حياة عادية، بقناعة غير عادية لفعل ما يعتقد أنه صحيح» وأن قصته «يجب أن تُروى». بدأ ميهتا بحثه بعد ما يقرب من ثلاثة أشهر من مقتل عزمي. التقى لاحقًا بالكاتب سمير غوتام سينغ الذي اقترب من ميهتا بنص. قال ميهتا إنه لا يستطيع صنع فيلم بالسيناريو وسأله عما إذا كان سيشاركه في كتابة سيناريو آخر. وافق سينغ، وأرسله ميهتا مع ابنه جاي ميهتا إلى مسقط رأس عزمي للقاء عائلته. قابلوا أقاربه وأصدقائه لمدة شهرين. اختار ميهتا عدم الذهاب معهم لأنه كان يخشى أن «يغير أصدقاؤه وعائلة عزمي نسخة» حياته عند رؤيته مخرج فيلم.
قرأ كل من ميهتا وسينغ العديد من حالات عزمي للقصة. لاحظ ميهتا أنهم كتبوا بلغة إنجليزية بسيطة يمكن أن يفهمها أي شخص: «أخبرني أنه رجل لا معنى له. أراد خوض المعركة وليس التغلب على الأدغال.» كما التقى ميهتا وسينغ بزملائه وحضروا جلسات المحكمة والالتماسات والدعاوى وتعلما كيفية تبرئة العميل. ذهب ميهتا في وقت لاحق للحصول على إذن لصنع الفيلم لأفراد الأسرة الذين أعربوا عن شكوكهم بشأن المشروع. فيما بعد وافقوا وتحدثوا معه بشأن عزمي. ركز الفيلم على بدايات عزمي وقضيتين تناولهما: انفجارات قطار مومباي عام 2006 وهجمات مومباي الإرهابية عام 2008. جمع ميهتا العديد من التماسات عزمي في قضية واحدة من أجل «الوضوح والتأثير الدرامي».

### الدور
قال ميهتا إنه كان يبحث عن «نجوم كبار» للفيلم، لكن معظمهم لم يهتم بسبب إخفاقاته السابقة. في ذلك الوقت، اقترح المنتج المشارك للفيلم أنوراغ كاشياب أن يختار راجكومار راو معتقدًا أنه مثالي لدور عزمي. في وقت لاحق، أرسل المخرج موكيش تشابرا راو إلى مكتب ميهتا. اختاره ميهتا للدور بعد اختبار الشاشة. شعر ميهتا أن راو «استسلم بالكامل» للفيلم. استعدادًا للدور، التقي راو بأسرة عزمي وقضي وقتًا معهم لفهم الرجل وشخصيته. كما درس القرآن وحضر قاعات المحاكم لفهم سلوك المحامين. قال راو إنه كان «منهكا عاطفيا» لأن الشخصية كانت صعبة ومعقدة. في المشاهد التي اضطر فيها إلى البكاء، قال راو إنه لم يستطع منع نفسه من التفكير فيما كان عليه أن يمر به. لعب تيجمانشو دوليا، وبرابلين ساندو، وكاي كاي مينون، ومحمد زيشان أيوب أدوارًا داعمة في الفيلم. لعب فيفيك غماندي دور فهيم أنصاري بينما لعب بالجيندر كور من عمي.

### التصوير
تم عمل شاهد على ميزانية إنتاج تبلغ 6.5 مليون يورو (91000 دولار أمريكي) وتم تصويره في سرية تامة. تم تصويره في عدة أحياء في مومباي كان عزمي يتردد عليها بما في ذلك كورلا وجوفاندي وبيدوني. اختار ميهتا أن يطلق النار في الشقة الواقعة فوق مسكن عزمي في الطابق الأرضي في مستعمرة تاكسيمن حيث أراد «التقاط إحساس الخوف من الأماكن المغلقة والقسوة في منزله». تم تصوير بعض أجزاء الفيلم في مكتب عزمي ومستعمرته. كما تم إطلاق النار على شهيد في ناجبادا، حيث تعيش ياسمين زوجة فهيم أنصاري. تم إطلاق النار على مشاهد معسكر التدريب الإرهابي في هيماشال براديش.
قرر ميهتا تصوير مشاهد واقعية للمحكمة بناءً على ملاحظة فريقه للمحاكم الحقيقية. قاموا بزيارة محكمة أنديري ومحمكمة المنتزه من بين آخرين، والتقطوا صورًا لإعادة خلق الأجواء لقاعات المحكمة. تم بناء مجموعات قاعات المحكمة لأن التصوير في محكمة فعلية غير مسموح به. كان المشهد الذي شوه المهاجمون وجه عزمي خارج قاعة المحكمة إعادة تمثيل لحادثة من حياة ميهتا. في عام 2000، قام أعضاء شيف سينا الذين كانوا يحتجون على فيلم ميهتا الدرامي ديل بي ماد لاي يار !! هاجمه وخربوا مكتبه.
تتكون وحدة الفيلم من حوالي 17 شخصًا بسبب قيود الميزانية والوقت؛ تم إعداده على ميزانية قدرها 6.5 مليون ₹ (91000 دولار أمريكي). تم تصوير الفيلم خطيًا على مسودة غير خطية. قال ميهتا إنه تم تصويره بأسلوب حرب العصابات باستخدام جميع «التنسيقات الرقمية المتاحة دون القلق حقًا بشأن العدسة المتاحة». استخدم المخرج الإضاءة الطبيعية فقط أو الحد الأدنى من الإضاءة. بالنسبة لمشهد الاستجواب، اقترح راو على ميهتا أن يظهر عارياً لأنه أراد «الشعور بالحرج والألم العقلي للشخصية.» محرر الفيلم، أبورفا اسراني، عمد الي تحرير الفيلم في ترتيب خطي لأنه رأى الإصدار السابق «لا يعمل». قرر ميهتا في النهاية منحه الفضل في سيناريو الفيلم لأنه شعر أن الأسراني «شكل قصة» الفيلم.
تم إنتاج شهيد بالاشتراك مع كاشياب ويو تي في سبوت بوي وسونيل بوهرا. دافع عزمي عن فيلم كاشياب الجمعة السوداء (2007) في المحاكم بينما تم منعه من إصداره من قبل المجلس المركزي لتصديق الأفلام. عمل أنوج ضوان كمخرج التصوير الفوتوغرافي للفيلم. قال ميهتا إن لديهم الكثير من المواد التي لم يستخدموها لأن «لا يمكن ترجمتها كلها إلى مشهد»؛ أراد أن يكون الفيلم متاحًا بشكل أكبر. وقال شقيق عزمي خالد عزمي عن أصالة الفيلم إنه «دقيق بنسبة 95 بالمائة».

## الإطلاق والإستقبال
عرض شهيد لأول مرة في مهرجان تورونتو السينمائي الدولي 2012 في برنامج «مدينة إلى مدينة» في سبتمبر 2012. تم عرض الفيلم في العديد من المهرجانات السينمائية بما في ذلك مهرجان مومباي السينمائي الرابع عشر ومهرجان نيويورك السينمائي الهندي ومهرجان شتوتغارت السينمائي الهندي ومهرجان دبي السينمائي الدولي ومهرجان شيكاغو جنوب آسيا السينمائي. تألف الألبوم الصوتي للفيلم من أغنية واحدة بعنوان «بباروة» بغض النظر، غناها أريجيت سينغ. قام بتلحين الموسيقى كاران كولكارني. كما تم إطلاق ملصق الفيلم، الذي أظهر وجه راو الأسود. تم الكشف عن المقطع الدعائي الرسمي في 20 سبتمبر 2013. افتتح الفيلم في الهند في 18 أكتوبر 2013 حوالي 400 شاشة. تم إجراء عرض خاص للفيلم للممثلين وطاقم العمل قبل إطلاقه. شاهد متاح أيضًا على سوني ليف ونيتفليكس.

### شباك التذاكر والجوائز
افتتح شاهد أمام جمهور صغير في المسارح وحصل على ما مجموعه 4.5 مليون روبية (63000 دولار أمريكي). واستمرت في الحصول على 20.5 مليون روبية (290 ألف دولار أمريكي) في نهاية عطلة نهاية الأسبوع الأولى. كان أداء الفيلم جيدًا مع جمهور متعدد الإرسال مقارنة بالشاشات الفردية. جمعت ₹ 3.2 مليون (45000 دولار أمريكي) في اليوم الخامس، و ₹ 3 مليون (42000 دولار أمريكي) في اليوم السادس، و 2.6 مليون (36000 دولار أمريكي) في اليوم السابع. بلغ إجمالي مجموعة شباك التذاكر للفيلم في نهاية عرضه المسرحي 36.07 مليون (510.000 دولار أمريكي).
حصل راو على جائزة أفضل ممثل وجائزة ميهتا لأفضل مخرج في حفل توزيع جوائز الفيلم الوطني الحادي والستين. كما فاز راو بجائزة فيلم فير للنقاد لأفضل ممثل في حفل توزيع جوائز فيلمفير التاسع والخمسين. في مهرجان مومباي السينمائي الدولي الرابع عشر، فاز الفيلم بكأس البوابة الفضية وجائزة نقدية قدرها 500000 روبية (7000 دولار أمريكي) بينما فاز ميهتا بجائزة أفضل مخرج. فاز ميهتا بجائزة أفضل مخرج في مهرجان نيويورك السينمائي الهندي وفي مهرجان شتوتغارت السينمائي الهندي.

### استجابة النقاد
تلقى شهيد آراء إيجابية في الغالب من النقاد مع مدح خاص لأداء راو. وصفه سايبال شاترجي من إن دي تي في بأنه فيلم «شجاع وجريء وجريء وشجاع» يعبر عن «حقائق غير مريحة عن الهند المعاصرة ووسائل الإعلام والقضاء وبالطبع شعبها».قدمت سونيا شوبرا من سيفي مراجعة إيجابية، حيث كتبت أن الفيلم يكتب أن الفيلم «يحيي الرجل الذي سار في طريق فريد» وينصف «العدالة الكاملة للرجل وحياته غير العادية». كتب راجيف ماساند في مراجعته: «الفيلم نفسه شجاع وثابت، وينضح هذا النوع من الإخلاص الذي تتوق إليه في معظم الأفلام الهندية.» قالت مادريتا موخيرجي من صحيفة تايمز أوف إنديا إن الفيلم «نزيه للغاية وشجاع وقبل كل شيء قصة إنسانية رائعة» تعتقد تريشا من فيرست بوست أن أسلوب ميهتا الإخراجي ردد «التزام عزمي الخاص بحقيقة تؤدي فيها الأفعال الطائشة إلى ضحايا، بدلاً من إنتاج الأبطال الأشرار».
ذكرت شبرا جوبتا من ذا إنديان إكسبيريس في مراجعتها أن الفيلم «كان يجب أن يكون قد تم إنتاجه» وميهتا «يرويها بشكل مباشر، دون أي ازدهار كاذب». كما أشادت بأداء راو، قائلة إنه «يرتدي شخصية مثل الجلد، ويصبح شاهيد». قدم سوهاني سينغ من الهند اليوم مراجعة إيجابية، حيث كتب الفيلم «توقف عن عبادة البطل وهو تكريم مناسب لشخصية ملهمة..» أشاد أنوباما تشوبرا بأداء راو في الفيلم ووصفه بأنه«انتصار، [..] شهيده لديه القوة والألم والغضب المتحكم فيه، ولكنه أيضًا سحر حقيقي.» وأشار فيناياك تشاكرافورتي من إنديا توداي إنه «دور محدد لمسيرته المهنية» لراو و «أكبر سبب ستحب هذا الفيلم غير العادي.» شعر بارادواج رانجان أن الفيلم كان «دراما إنسانية بعمق» مما «يجعلنا نفكر، ولكن في كثير من الأحيان، تجعلنا نشعر». كتبت شوبها شيتي ساها من ميد دي:«لا تتاح لنا في كثير من الأحيان فرصة مشاهدة فيلم ذي صلة يصور الأوقات التي نعيشها، بطريقة مباشرة غير متراصة.»
وصفته براسانا دي زور من موقع Rediff.com بأنه «فيلم جريء ومحفز للتفكير»، وأضافت أنه ليس «فيلم في وجهك»: «إنها قصة خفية ومثيرة للفكر وشجاعة لشخص آمن في قوة الحقيقة والعدالة ومع ذلك عرف أن المسار الذي سلكه كان مليئًا بالمخاطر واللامبالاة والعار.» رأى سوراف داتا من ديلي نيوز أند أناليسيس أن الفيلم «غير مكتمل» دون إظهار دور شقيق عزمي الأصغر عندما تولى وظيفته. وشعر أن الفيلم انتهى أيضًا بـ «توقف مفاجئ وطاحن». وصفه سانجوكتا شارما من مينت بأنه «مشروع مثير للإعجاب» وأثنى على أداء راو لكنه ذكر أن الفيلم «أقل من تحفة فنية» باعتباره فيلمًا عن السيرة الذاتية. شعر نامراتا جوشي أن الفيلم «يصور نفسية المسلم الهندي في الهند المتغيرة والمستقطبة بشكل متزايد بدفء وبساطة.» ردت رويترز شيلبا جامخانديكار بشكل إيجابي على الفيلم وأشادت بأداء راو: «كشاهد، راج كومار يضخ القدر المناسب من الجدية والغضب والضعف في دوره، لجعل هذا أحد أفضل العروض التي رأيناها هذا العام». الصحفية والكاتبة رنا أيوب قالت أن الفيلم كان«تقديرًا شجاعًا وقيمة لـ [عزمي ] العمل والشجاعة».
من بين المراجعين الأجانب، أشاد عمر مظفار من موقع RogerEbert.com بتوجيه ميهتا ووصف عمله بأنه «مفاجأة سارة»: «يبدو أن الافتقار إلى الصقل في البداية يمثل ضعفًا في مدرسة السينما، ولكنه ينمو ليصبح أحد الأصول المصممة جيدًا، خاصة في يتحول متعمدًا إلى اللون الأسود.» ومع ذلك، شعر سالتز أن النصف الثاني من الفيلم «مبتور ومكتظ». قدم محمد كمران جاويد للفيلم مراجعة إيجابية للفيلم، حيث كتب أن قيد الساعتين «يعني أن هناك مساحة صغيرة للتوسع التقليدي الذي نحصل عليه من السير الذاتية، وإذا كان شهيد يشعر أحيانًا بأنه أفضل حياة ممتدة للسيد عزمي، لأنه».
ذُكر شهيد في كتاب الناقد والمؤلف شبرا جوبتا، 50 فيلما غيرت بوليوود، 1995-2015.

## روابط خارجية
- شهيد  على قاعدة بيانات الأفلام على الإنترنت (بالإنجليزية).[1]
- قالب:BH movie

1. ↑  قاعدة بيانات الفيلم (باللغات المتعددة), QID:Q20828898